# Leroy Oehlers
Leroy Oehlers (Naarden, 12 dicembre 1992) è un ex calciatore olandese, di ruolo difensore.

## Biografia
Suo fratello maggiore Dwight è a sua volta un calciatore.